# Арькойла
А́рькойла (карел. Ar’koilu) — деревня в составе Вешкельского сельского поселения Суоярвского района Республики Карелия.

## Общие сведения
Расположена на восточном берегу озера Ковераярви.

## Население
| 2002 | 2009 | 2010 | 2013 |
| ---- | ---- | ---- | ---- |
| 0    | ↗1   | ↘0   | ↗1   |